# Mater dolorosa (film, 1917)
Pour les articles homonymes, voir Mater dolorosa (homonymie).
Pour plus de détails, voir Fiche technique et Distribution.
Mater dolorosa est un film muet français réalisé par Abel Gance, sorti en 1917. 
Le film connait un immense succès à sa sortie. Le réalisateur en fait une seconde version en 1933, sous le même titre, mais qui ne trouve pas son public.

## Synopsis
Le docteur Gilles Berliac est un homme qui donne sa vie à son métier et délaisse sa femme Marthe. Celle-ci se rend chez un ami de son mari, Claude Rolland ; elle lui propose de tout quitter et de partir avec elle. Devant son refus, elle fait une tentative de suicide. Il tente de s'interposer, elle le tue accidentellement. 
Trois ans plus tard, alors qu'un enfant est né, une lettre compromettante ressurgit. Un libraire véreux accepte de ne pas la publier si Marthe s'acquitte d'une forte somme auprès d'un intermédiaire louche. Par un hasard de circonstance, le mari réceptionne la lettre, la lit, et confronte sa femme. Elle refuse d'avouer. Fou d'inquiétude sur sa paternité, le mari kidnappe l'enfant et refuse toute nouvelle tant que l'aveu n'est pas fait. "Silence contre silence", dit-il. 
L'enfant dépérit. La mère, Marthe, est folle d'inquiétude. Inflexible, le mari reste sur ses positions. La confusion s'installe : l'enfant est-il mort ? Inquiet du désespoir qui envahit la jeune mère, le domestique, qui a assisté au meurtre involontaire, révèle tout au mari. Celui-ci change d'attitude, emmène sa femme voir leur fils. Ambigu jusqu'au bout, il emprunte sans un mot la route du cimetière, mais ne s'y arrête pas. Les retrouvailles de l'enfant et de ses deux parents se font enfin, en même temps que le mari révèle à Marthe qu'il sait tout. Elle se précipite dans ses bras.

## Fiche technique
- Titre : Mater dolorosa
- Réalisation : Abel Gance
- Scénario : Abel Gance
- Photographie : Léonce-Henri Burel
- Sociétés de production :  Le Film d’Art et Delac et Vandal
- Pays d'origine :  France
- Langue : film muet avec les intertitres  en français
- Format : Noir et blanc — 35 mm — 1,33:1 — Muet
- Genre : Film dramatique
- Durée : 80 minutes (1 h 20)
- Date de sortie :
  - France : 7 mars 1917

## Distribution
- Emmy Lynn : Manon Berliac, la mère
- Firmin Gémier : Gilles Berliac, le père
- Armand Tallier : Claude Berliac
- Anthony Gildès : Jean, le domestique des Berliac
- Paul Vermoyal : Jean Dormis, le libraire véreux
- Gaston Modot : le domestique du libraire
- Antonin Carène : l'enfant[3]

## Réception
« Il est certain qu’on peut lui tenir rigueur d’avoir voulu cambrioler notre émotion par un dénouement trop savamment machiné et trop systématiquement construit. Mais que de nouveautés, que de trouvailles, que d’idées magnifiquement “cinématiques” dans cette tragédie poignante… Ce film contient d’inépuisables richesses : la beauté émouvante, les attitudes inoubliables de Mme Emmy Lynn, moderne Niobé ; le talent puissant et nuancé de Gémier ; une véritable langue psychologique inédite, assez éloquente et assez puissante pour varier à l’infini le dialogue de deux cœurs torturés ; un souci des détails matériels, une recherche des éclairages… Le “fini” de certaines recherches est tel qu’on éprouve immédiatement la curiosité – absolument nouvelle et caractéristique au cinéma – d’une seconde vision. »